# 蔣福陵
蒋福陵（？—？年），字伯固，湖广衡州府衡陽縣人，民籍。明朝政治人物。

## 生平
正德二年（1507年）丁卯科湖广乡试舉人，九年（1514年）甲戌科三甲第二十五名進士，授鄞县知县，擢太仆寺丞，出为杭州府知府，卒于官。